# Mörttjärnen (Boteå socken, Ångermanland)
Mörttjärnen är en sjö i Sollefteå kommun i Ångermanland och ingår i Ångermanälvens huvudavrinningsområde.